# 于谨维
于谨维（1976年3月19日—），中国大陆男演员，毕业于中央戏剧学院。

## 简历
于小伟生于天津，母亲是音乐教师。1999年，于小伟考入中戏，在校期间首次参演电视剧《永远有多远》。2004年，首次出演电影《孔雀》。

## 作品

### 电视剧
- 2000《永远有多远》饰 赵大安
- 2001《杨洋三嫁》饰 方仲秋
- 2002《葛定国同志的夕阳红》饰 于大胜
- 2002《在一起》饰 龚雷
- 2003《撑起生命的蓝天》饰 袁峰
- 2003《就像美丽蝴蝶飞》饰 黄启坚
- 2003《男才女貌》饰 刘浩东
- 2004《杨门虎将》饰 杨三郎
- 2005《好想好想谈恋爱》饰 郑凯
- 2005《亲爱的看招》饰 范宗伟
- 2005《遍地英雄》饰 杨宗
- 2005《巴黎童话》饰 郁凯
- 2005《女人行》饰 唐赛克
- 2006《逃亡香格里拉》饰 何家川
- 2006《超级男女》饰 强森
- 2006《东方朔》饰 卫青
- 2007《胭脂雪》饰 辜少棠
- 2008《现代美女》饰 肖杰
- 2008《幸福的完美》饰 梁亮
- 2008《破茧而出》饰 左兆丰
- 2008《天堂之约》饰 江明浩
- 2008《老三届》饰 叶青
- 2009《姐妹新娘》饰 李诸望
- 2009《大女当嫁》饰 程闯
- 2009《秋霜》饰 费戈
- 2010《水上游击队》饰 魏光明
- 2010《无影灯下》饰 钟立伟
- 2011《偏偏爱上你》饰 林重光
- 2011《一生只爱你》饰 刘胜利
- 2013《生活永远沸腾》饰 姜二涛
- 2013《闯关东前传》饰 管粮
- 2013《门第》饰 罗胜利
- 2014《食来孕转》饰 杜一鸣
- 2014《大米市》饰 高旺生
- 2014《烽火英雄传》
- 2015《加油吧实习生》饰 汪思远
- 2016《最美是你》饰 李思进 (兼任"總監製")
- 2017《大唐荣耀》饰 默延啜
- 2017《大唐荣耀2》饰 默延啜
- 2018《灵与肉》饰 许灵均
- 2019《谍战深海之惊蛰》饰 陈河/钱时英
- 2019《第二次也很美》饰 俞非凡
- 2019《庆余年》饰 沈重
- 2020《秀才點兵》饰 赵思武
- 2020《亲爱的自己》饰  张堰洲
- 2020《了不起的儿科医生》饰 许秉泽
- 2020《流金岁月》飾 李一梵
- 2022《玫瑰之战》饰 宋嘉辰
- 2022《黑凤凰》(2013年拍攝)饰 孟凡浩
- 2023《白日夢我》飾 孟伟国
- 2023《此心安处是吾乡》飾 馬樂
- 2023《小满生活》飾 吴念
- 2024《度华年》(網絡劇)饰 李明
- 2024《好团圆》饰 江宏斌
- 2025《潜渊》饰 陆西间
- 2025《华山论剑》(網絡劇) 饰 王重阳
- 待播《青簪行》(2019年拍攝)饰 唐懿宗李漼
- 待播《奋斗吧！青春》
- 未播《如果不曾爱过你》饰 楚汉良 (2013年停拍)
- 待播《火星孤儿》
- 待播《信条》（網絡劇）
- 待播《哑舍》（網絡劇）
- 待播《闻香记》（網絡劇）饰 黄守义
- 待播《蝉》（網絡劇）

### 电影
- 《孔雀》饰 于兵
- 《无极》饰 也力
- 《立春》
- 《激浪青春》饰 游杰
- 《查无此人》饰 辜杰
- 2015年《从天儿降》
- 2016年《魔都凶音》
- 2016年《勇士》饰 廖大强
- 2018年《環太平洋2：起義時刻》饰 客串安保
- 2022年《屋内有人》

### 话剧
- 《说谎人》 饰 欧塔维欧